# Ред (математика)
Ред је збир математичких објеката {\displaystyle a_{i}} тј. {\displaystyle a_{1}+a_{2}+...+a_{n}+...}. 
Објекти {\displaystyle a_{1},a_{2},...,a_{n},...,} који се називају чланови реда, могу означавати бројеве, или функције, или векторе, или матрице, итд. Већ према томе шта су му чланови, ред може бити нумерички ред, функционални ред, ред вектора, ред матрице. Уместо наведеног, развијеног записа реда, често се наводи скраћени запис {\displaystyle \sum _{k=1}^{\infty }a_{k},} или, понекад, још краће {\displaystyle \sum a_{k}.} За ред кажемо да је конвергентан, ако постоји коначна гранична вредност {\displaystyle \lim _{n\to \infty }S_{n}=S,} где је {\displaystyle S_{n}=a_{1}+a_{2}+...+a_{n}}. {\displaystyle S} се назива сума реда а {\displaystyle S_{n}} n-та парцијална сума реда. Ако ред није конвергентан, онда кажемо да је дивергентан. Ред може имати и облик 
{\displaystyle \sum _{k=-\infty }^{+\infty }a_{k}=...+a_{-n}+...+a_{-1}+a_{0}+a_{1}+...+a_{n}+...,} (нпр. Лоранов ред) али и облик
{\displaystyle \sum _{i,j=1}^{\infty }a_{ik}=(a_{11}+a_{12}+...+a_{1n}+...)+(a_{21}+a_{22}+...+a_{2n}+...)+...+(a_{n1}+a_{n2}+...+a_{nn}+...),}

## Неки типови редова
- Геометријски ред је ред код кога се узастопни чланови добијају множењем претходних константним бројем. На пример:

{\displaystyle 1+{1 \over 2}+{1 \over 4}+{1 \over 8}+{1 \over 16}+\cdots =\sum _{n=0}^{\infty }{1 \over 2^{n}}.}
У општем случају, геометријски ред
{\displaystyle \sum _{n=0}^{\infty }z^{n}}
конвергира ако || < 1.
- Хармонијски ред је ред

{\displaystyle 1+{1 \over 2}+{1 \over 3}+{1 \over 4}+{1 \over 5}+\cdots =\sum _{n=1}^{\infty }{1 \over n}.}
Хармонијски ред дивергира.
- Алтернирајући ред је ред код кога узастопни чланови имају супротне знаке. На пример:

{\displaystyle 1-{1 \over 2}+{1 \over 3}-{1 \over 4}+{1 \over 5}-\cdots =\sum _{n=1}^{\infty }(-1)^{n+1}{1 \over n}.}
- Ред

{\displaystyle \sum _{n=1}^{\infty }{\frac {1}{n^{r}}}}
конвергира ако r > 1 а дивергира за r ≤ 1, што се може показати интегралним критеријумом за конвергенцију редова. Као функција од r, сума овог реда је Риманова зета функција.
- Телескопски ред

{\displaystyle \sum _{n=1}^{\infty }(b_{n}-b_{n+1})}
конвергира ако низ  конвергира лимесу L када n тежи бесконачности. Тада је вредност реда .

## Апсолутна конвергенција
За ред
{\displaystyle \sum _{n=0}^{\infty }a_{n}}
се каже да апсолутно конвергира ако ред апсолутних вредности
{\displaystyle \sum _{n=0}^{\infty }\left|a_{n}\right|}
конвергира. У овом случају, почетни ред, и сва његова преуређења, конвергирају, и конвергирају ка истој суми.
По Римановој теореми о редовима, ако ред условно конвергира, увек може да се нађе преуређење чланова реда тако да преуређени ред дивергира. Штавише, ако су  реални, и S је било који реалан број, може се наћи преуређење које ће да конвергира ка S.

## Генерализације

### Асимптотски ред
Асимптотски редови, иначе асимптотске експанзије, су бесконачни редови чији парцијалне суми постају добре апроксимације у граници неке тачке домена. Уопштено говорећи, они не конвергирају, али су корисни као редови апроксимација, од којих сваки даје вредност блиску жељеном одговору за коначан број појмова. Разлика је у томе што се асимптотски ред не може направити да произведе одговор онолико тачан колико се жели, на начин на који то може конвергентни ред. Заправо, након одређеног броја чланова, типичан асимптотски ред достиже своју најбољу апроксимацију; ако се укључи више појмова, већина таквих серија ће дати лошије одговоре.

### Дивергентни редови
У многим околностима, пожељно је доделити лимит реду који не успева да конвергира у уобичајеном смислу. Метод сумабилности је такво додељивање лимита подскупу скупа дивергентних редова који правилно проширује класични појам конвергенције. Методе сабирања укључују Чезарово сумирање, (C,k) сумирање, Абелово сумирање и Борелово сумирање, у растућем редоследу уопштености (и стога применљиво на све дивергентније серије).
Познато је мноштво општих резултата у вези са могућим методама сабирања. Силверман–Топлицова теорема карактерише методе сабирања матрице, које су методе за сабирање дивергентног реда применом бесконачне матрице на вектор коефицијената. Најопштији метод за сабирање дивергентног низа је неконструктиван и односи се на Банахове лимите.

### Сумације над произвољним скуповима индекса
Дефиниције се могу дати за суме над произвољним индексним скупом {\displaystyle I.} Постоје две главне разлике у односу на уобичајени појам серије: прво, не постоји одређени редослед на скупу {\displaystyle I}; друго, овај скуп {\displaystyle I} може бити небројив. Појам конвергенције треба ојачати, јер концепт условне конвергенције зависи од уређења индексног скупа.
Ако је {\displaystyle a:I\mapsto G} функција из индексног скупа {\displaystyle I} до скупа {\displaystyle G,} онда је „серија” повезана са {\displaystyle a} формални збир елемената {\displaystyle a(x)\in G} преко индексних елемената {\displaystyle x\in I} означено са
{\displaystyle \sum _{x\in I}a(x).}
Када се индексни скуп састоји од природних бројева {\displaystyle I=\mathbb {N} ,} функција {\displaystyle a:\mathbb {N} \mapsto G} је низ означен са {\displaystyle a(n)=a_{n}.} Ред индексиран природним бројевима је уређена формална сума и зато се {\textstyle \sum _{n\in \mathbb {N} }} може записати као {\textstyle \sum _{n=0}^{\infty }} да би се нагласио редослед индукован природним бројевима. Тако се добија уобичајена нотација за ред индексиран природним бројевима
{\displaystyle \sum _{n=0}^{\infty }a_{n}=a_{0}+a_{1}+a_{2}+\cdots .}

#### Породице ненегативних бројева
Приликом сабирања породице {\displaystyle \left\{a_{i}:i\in I\right\}} ненегативних реалних бројева, дефинише се
{\displaystyle \sum _{i\in I}a_{i}=\sup \left\{\sum _{i\in A}a_{i}\,:A\subseteq I,A{\text{ коначно }}\right\}\in [0,+\infty ].}
Када је супремум коначан онда се скуп {\displaystyle i\in I} такав да је {\displaystyle a_{i}>0} може пребројати. Заиста, за свако {\displaystyle n\geq 1,} кардиналност {\displaystyle \left|A_{n}\right|} скупа {\displaystyle A_{n}=\left\{i\in I:a_{i}>1/n\right\}} је коначна, јер
{\displaystyle {\frac {1}{n}}\,\left|A_{n}\right|=\sum _{i\in A_{n}}{\frac {1}{n}}\leq \sum _{i\in A_{n}}a_{i}\leq \sum _{i\in I}a_{i}<\infty .}
Ако је {\displaystyle I} пребројиво бесконачно и набројано као {\displaystyle I=\left\{i_{0},i_{1},\ldots \right\}} онда горе дефинисани збир задовољава
{\displaystyle \sum _{i\in I}a_{i}=\sum _{k=0}^{+\infty }a_{i_{k}},}
под условом да је вредност {\displaystyle \infty } дозвољена за збир серије.
Сваки збир над ненегативним реалним вредностима може се схватити као интеграл ненегативне функције у односу на меру бројања, што објашњава многе сличности између ове две конструкције.

#### Абелове тополошке групе
Нека је {\displaystyle a:I\to X} мапа, такође означена са {\displaystyle \left(a_{i}\right)_{i\in I},} из неког непразног скупа {\displaystyle I} и {\displaystyle X} је Хаусдорфова абелова тополошка група. Нека је {\displaystyle \operatorname {Finite} (I)} колекција свих коначних подскупова {\displaystyle I,} са коначним ⁡{\displaystyle \operatorname {Finite} (I)} посматрано као усмерен скуп, уређен према укључивању {\displaystyle \,\subseteq \,} са унијом као спојем. За породицу {\displaystyle \left(a_{i}\right)_{i\in I},} се каже да се безусловно сабира ако је следећа граница, која је означена са {\displaystyle \sum _{i\in I}a_{i}} и назива се збир {\displaystyle \left(a_{i}\right)_{i\in I},} који постоји у {\displaystyle X:}
{\displaystyle \sum _{i\in I}a_{i}:=\lim _{A\in \operatorname {Finite} (I)}\ \sum _{i\in A}a_{i}=\lim \left\{\sum _{i\in A}a_{i}\,:A\subseteq I,A{\text{ коначно }}\right\}}
Узимајући да је збир {\displaystyle S:=\sum _{i\in I}a_{i}} лимит коначних парцијалних сума значи да за сваку околину {\displaystyle V} извора у {\displaystyle X,} постоји коначан подскуп {\displaystyle A_{0}} од {\displaystyle I} тако да
{\displaystyle S-\sum _{i\in A}a_{i}\in V\qquad {\text{ за сваки коначни суперскуп }}\;A\supseteq A_{0}.}
Пошто {\displaystyle \operatorname {Finite} (I)} није потпуно уређено, ово није лимит реда парцијалних сума, већ нето вредност.